# Маркканен, Эро
Эро Пекка Сакари Маркканен (фин. Eero Pekka Sakari Markkanen; род. 3 июля 1991, Йювяскюля, Финляндия) — финский футболист, нападающий клуба «ПК-35».

## Клубная карьера
Воспитанник команды ЮИК, в котором играл с восьми лет. После выпуска из академии и двух лет игр в клубах низших дивизионов, вернулся в родной клуб. 15 июля 2013 года дебютировал в Вейккауслииге в матче с «Интером». В своём дебютном сезоне забил семь голов в четырнадцати матчах. В первую половину следующего сезона забил в восьми матчах четыре мяча. Это стало поводом для аренды в сильнейший клуб страны — ХИК. Там Маркканен мало появлялся на поле и сумел забить лишь один гол. В декабре 2013 года состоялся его переход в шведский АИК. За полгода в этом клубе забил шесть мячей и привлек к себе внимание второй команды мадридского «Реала». Трансфер в «Кастилью» случился летом 2014 года. 25 декабря 2020 года подписал контракт с клубом Чемпионшипа ЮСЛ «Ориндж Каунти».

### Статистика выступлений в национальных первенствах
| Сезон   | Клуб                   | Лига          | Игры (голы) |
| ------- | ---------------------- | ------------- | ----------- |
| 2010    | «ЮИК»                  | Вейккауслиига | 0 (0)       |
| 2010    | «Блэкберд»             | Какконен      | 3 (3)       |
| 2011    | «Вихтавуорен Памаус»   | Нелонен       | 14 (9)      |
| 2011    | «Ямсянкоскен Ильвес»   | Колмонен      | 2 (1)       |
| 2012    | «ВИК»                  | Какконен      | 12 (9)      |
| 2012    | «ЮИК»                  | Вейккауслиига | 14 (7)      |
| 2013    | «ЮИК»                  | Вейккауслиига | 8 (4)       |
| 2013    | «ХИК»                  | Вейккауслиига | 6 (1)       |
| 2014    | «АИК»                  | Аллсвенскан   | 14 (6)      |
| 2014/15 | «Реал Мадрид Кастилья» | Сегунда B     | 10 (2)      |
| 2015    | «РоПС»                 | Вейккауслиига | 6 (1)       |
| 2016    | «АИК»                  | Аллсвенскан   | 6 (0)       |

## Карьера в сборной
29 мая 2014 года  провёл свой первый матч за национальную сборную Финляндии, соперник — сборная Литвы.

### Матчи за сборную
| Матчи Маркканена за сборную Финляндии | Матчи Маркканена за сборную Финляндии | Матчи Маркканена за сборную Финляндии | Матчи Маркканена за сборную Финляндии | Матчи Маркканена за сборную Финляндии | Матчи Маркканена за сборную Финляндии | Матчи Маркканена за сборную Финляндии |
| ------------------------------------- | ------------------------------------- | ------------------------------------- | ------------------------------------- | ------------------------------------- | ------------------------------------- | ------------------------------------- |
| №                                     | Дата                                  | Оппонент                              | Счёт                                  | Голы Маркканена                       | Соревнование                          |                                       |
| 1                                     | 29 мая 2014                           | Литва                                 | 0-1                                   | 0                                     | Балтийский кубок                      |                                       |
| 2                                     | 7 сентября 2014                       | Фарерские острова                     | 1-3                                   | 0                                     | ЕВРО 2016 отбор (группа F)            |                                       |
| 3                                     | 14 октября 2014                       | Румыния                               | 0-2                                   | 0                                     | ЕВРО 2016 отбор (группа F)            |                                       |
| 4                                     | 14 ноября 2014                        | Венгрия                               | 1-0                                   | 0                                     | ЕВРО 2016 отбор (группа F)            |                                       |
| 5                                     | 9 июня 2015                           | Эстония                               | 0-2                                   | 0                                     | Товарищеский матч                     |                                       |

## Достижения
- Чемпион Финляндии (1): 2013

## Личная жизнь
Отцом Эро является Пекка Маркканен — бывший баскетболист, а матерью — Риикка, тоже баскетболистка. У него два брата, Миикка и Лаури, которые тоже занимаются баскетболом.